# Велика Крсна
Велика Крсна је насеље у Градској општини Младеновац у Граду Београду. Према попису из 2022. било је 2176 становника.

## Историја
Велика Крсна је старије насеље. Идући Кусатку, близу потока Брестовице, налази се место Црквине, где се до пре једног века познавао темељ од зидина; сада се ту наилази на полоче и камење. Северно од извора Врела по њивама се налазе велике чврсте плоче. Предање вели да је некада од Тробара па до Радијеваца била „чаршија“. У Влајичком Крају, у непосредној близини Влајичког гробља, је бунар Крсна, по коме је и село добило име. Прича се да је ту некада било село.
Крсна се као насељено место помиње у првим десетинама 18. века. На карти из доба Аустријске владавине (1718.-1839. г.)забележена је под именом Kerstina. Године 1723. Крсна је имала 25 домова. У почетку 19. века Крсна се помиње у Харачким списковима и имала је 1822. г. 81 кућу. Године 1846. имала је 140 кућа, а по попису из 1922. године. Крсна је имала 688 кућа са 4002 Становника.
Велику Крсну су по предању, основали преци Влајића и њихове су куће биле у Реци. Преци Влајића: Владислав (Влаја), Владимир и Радисав дошли су из Црне Горе. За њима су дошли преци Степањаца (који данас имају разна презимена) који су старином од Сјенице. После Дреновчана су дошли преци Мирковића (Марко, Марко и Рајко) који су „Власи“. (подаци крајем 1921. године).
Велика Крсна је село настало у 18. веку, а прва трајнија грађевина у селу је капела Шиндрија изграђена 1836. године. Она се налазила на данашњем пијачном месту све до 1923. године, када је њена дрвена грађа искоришћена при градњи парохијског дома. Данашњи парохијски храм, посвећен празнику рођења Пресвете Богородице, је грађен од 1889. до 1901. године. Храм је 1904. године освештао митрополит Инокентије (Павловић).
Велика Крсна је доста рано добило основну школу, тако да је већ 1851. године отпочело извођење наставе. Први учитељ био је Јаков Крупежевић, син месног пароха Матеје Крупежевића. За породицу Крушежевић везана је црквено-школска историја села у 19. и у првој половини 20. века. У истој породици се свештенички чин преносио с колена на колено, а плац за изградњу цркве даровала је иста породица.
У Великој Крсни 1869. године уведено је бесплатно школовање, и то по први пут у Србији. Тада је у буџету општине Велика Крсна унета ставка да се „за потребе ученика бесплатно купују књиге, свеске, хартије, пера, мастило, оловке и све што му као ђаку треба.“.
Здравствена станица изграђена је и отворена 1970. године.

## Данашњица
Велика Крсна данас из села прераста у мање градско насеље. Године 1992. завршена је нова зграда основне школе, а од школске 2001/02. уведена је информатика као изборни предмет; опрему су купили родитељи ученика. У школи се изучавају три страна језика: енглески, немачки и руски.
Године 2008. у Великој Крсни отпочела је изградња водовода, а у плану је и реновирање зграде здравствене станице.

## Демографија
У насељу Велика Крсна живи 2610 пунолетних становника, а просечна старост становништва износи 42,5 година (41,7 код мушкараца и 43,2 код жена). У насељу има 949 домаћинстава, а просечан број чланова по домаћинству је 3,42.
У насељу су Срби у апсолутној већини (98% према попису из 2002. године), а у последња три пописа, примећен је пад у броју становника.
|  |

| Демографија | Демографија | Демографија |
| Година      | Становника  | Становника  |
| ----------- | ----------- | ----------- |
| 1948.       | 4.669       |             |
| 1953.       | 4.712       |             |
| 1961.       | 4.576       |             |
| 1971.       | 4.129       |             |
| 1981.       | 3.984       |             |
| 1991.       | 3.880       | 3.700       |
| 2002.       | 3.253       | 3.466       |

| Етнички састав према попису из 2002.‍ | Етнички састав према попису из 2002.‍ | Етнички састав према попису из 2002.‍ | Етнички састав према попису из 2002.‍ | Етнички састав према попису из 2002.‍ |
| ------------------------------------ | ------------------------------------ | ------------------------------------ | ------------------------------------ | ------------------------------------ |
|                                      |                                      |                                      |                                      |                                      |
| Срби                                 | Срби                                 |                                      | 3.218                                | 98,92%                               |
| Македонци                            | Македонци                            |                                      | 5                                    | 0,15%                                |
| Хрвати                               | Хрвати                               |                                      | 2                                    | 0,06%                                |
| Руси                                 | Руси                                 |                                      | 1                                    | 0,03%                                |
| Роми                                 | Роми                                 |                                      | 1                                    | 0,03%                                |
| Муслимани                            | Муслимани                            |                                      | 1                                    | 0,03%                                |
| Мађари                               | Мађари                               |                                      | 1                                    | 0,03%                                |
| непознато                            | непознато                            |                                      | 24                                   | 0,73%                                |

| \| \| м \| \| \| ж \| \| ? \| 20 \| \| \| 25 \| \| 80+ \| 41 \| \| \| 50 \| \| 75—79 \| 74 \| \| \| 105 \| \| 70—74 \| 107 \| \| \| 128 \| \| 65—69 \| 89 \| \| \| 101 \| \| 60—64 \| 68 \| \| \| 103 \| \| 55—59 \| 88 \| \| \| 83 \| \| 50—54 \| 140 \| \| \| 96 \| \| 45—49 \| 148 \| \| \| 122 \| \| 40—44 \| 131 \| \| \| 94 \| \| 35—39 \| 77 \| \| \| 88 \| \| 30—34 \| 105 \| \| \| 96 \| \| 25—29 \| 96 \| \| \| 87 \| \| 20—24 \| 87 \| \| \| 86 \| \| 15—19 \| 99 \| \| \| 107 \| \| 10—14 \| 105 \| \| \| 97 \| \| 5—9 \| 90 \| \| \| 94 \| \| 0—4 \| 62 \| \| \| 64 \| \| Просек : \| 41,7 \| \| \| 43,2 \| |      |  |  |      |
| |      |  |  |      |
| | м    |  |  | ж    |
| ? | 20   |  |  | 25   |
| 80+ | 41   |  |  | 50   |
| 75—79 | 74   |  |  | 105  |
| 70—74 | 107  |  |  | 128  |
| 65—69 | 89   |  |  | 101  |
| 60—64 | 68   |  |  | 103  |
| 55—59 | 88   |  |  | 83   |
| 50—54 | 140  |  |  | 96   |
| 45—49 | 148  |  |  | 122  |
| 40—44 | 131  |  |  | 94   |
| 35—39 | 77   |  |  | 88   |
| 30—34 | 105  |  |  | 96   |
| 25—29 | 96   |  |  | 87   |
| 20—24 | 87   |  |  | 86   |
| 15—19 | 99   |  |  | 107  |
| 10—14 | 105  |  |  | 97   |
| 5—9 | 90   |  |  | 94   |
| 0—4 | 62   |  |  | 64   |
| Просек : | 41,7 |  |  | 43,2 |

| Година пописа     | 1948. | 1953. | 1961. | 1971. | 1981. | 1991. | 2002. |
| ----------------- | ----- | ----- | ----- | ----- | ----- | ----- | ----- |
| Број домаћинстава | 955   | 999   | 1.008 | 998   | 978   | 962   | 949   |

| Број чланова      | 1   | 2   | 3   | 4   | 5   | 6  | 7  | 8  | 9 | 10 и више | Просек |
| ----------------- | --- | --- | --- | --- | --- | -- | -- | -- | - | --------- | ------ |
| Број домаћинстава | 163 | 202 | 149 | 177 | 116 | 80 | 39 | 16 | 5 | 2         | 3,42   |

| Пол    | Укупно | Неожењен/Неудата | Ожењен/Удата | Удовац/Удовица | Разведен/Разведена | Непознато |
| ------ | ------ | ---------------- | ------------ | -------------- | ------------------ | --------- |
| Мушки  | 1.370  | 360              | 872          | 104            | 29                 | 5         |
| Женски | 1.371  | 219              | 880          | 243            | 25                 | 4         |
| УКУПНО | 2.741  | 579              | 1.752        | 347            | 54                 | 9         |

| Пол    | Укупно                    | Пољопривреда, лов и шумарство | Рибарство                            | Вађење руде и камена | Прерађивачка индустрија       |
| ------ | ------------------------- | ----------------------------- | ------------------------------------ | -------------------- | ----------------------------- |
| Мушки  | 816                       | 359                           | 0                                    | 0                    | 293                           |
| Женски | 457                       | 276                           | 0                                    | 0                    | 67                            |
| Укупно | 1.273                     | 635                           | 0                                    | 0                    | 360                           |
|        |                           |                               |                                      |                      |                               |
| Пол    | Производња и снабдевање   | Грађевинарство                | Трговина                             | Хотели и ресторани   | Саобраћај, складиштење и везе |
| Мушки  | 18                        | 16                            | 35                                   | 1                    | 38                            |
| Женски | 0                         | 3                             | 33                                   | 1                    | 7                             |
| Укупно | 18                        | 19                            | 68                                   | 2                    | 45                            |
|        |                           |                               |                                      |                      |                               |
| Пол    | Финансијско посредовање   | Некретнине                    | Државна управа и одбрана             | Образовање           | Здравствени и социјални рад   |
| Мушки  | 1                         | 8                             | 10                                   | 11                   | 11                            |
| Женски | 1                         | 1                             | 3                                    | 22                   | 38                            |
| Укупно | 2                         | 9                             | 13                                   | 33                   | 49                            |
|        |                           |                               |                                      |                      |                               |
| Пол    | Остале услужне активности | Приватна домаћинства          | Екстериторијалне организације и тела | Непознато            | Непознато                     |
| Мушки  | 11                        | 0                             | 0                                    | 4                    | 4                             |
| Женски | 5                         | 0                             | 0                                    | 0                    | 0                             |
| Укупно | 16                        | 0                             | 0                                    | 4                    | 4                             |

## Занимљивости
У Великој Крсни као капелан (1931-33, 1936-39) и парох делује о. Драгош Брајер, рођени Бечлија и Немац, који је као официр инжињерац аустроугарске окупаторске војске, за време Првог светског рата прешао на православље и оженио се ћерком великокршљанског проте Николе Крупежевића.